# Burg Schwarzenstein (Obersaxen)
Die Ruine der Burg Schwarzenstein liegt auf dem Gemeindegebiet von Waltensburg im schweizerischen Kanton Graubünden.

## Lage
Die Ruinen der Höhenburg liegen auf 1173 m ü. M. nordwestlich der Kirche St. Joseph auf einem länglichen Felskopf, der auf der Talseite senkrecht tief abfällt. Bergseits liegt eine grabenartige Einsenkung. Die Anlage kann von der Strasse aus bequem über einen Wanderweg in einer Viertelstunde erreicht werden. Der Zugang in die Anlage erfolgt durch eine nachträglich in die Mauer geschlagene Öffnung am Fuss des Ostteils.

## Name
In Obersaxen stiessen deutschsprachige Siedler in ein rätoromanisches Gebiet vor, in dem vermutlich bereits Burgen standen. Da auf keiner der vier Burgen der Name eines Rittergeschlechts erscheint, ist zu vermuten, dass der Burgname einfach mit dem Namen des Siedlers gebildet wurde, zu dessen Gebiet die zerfallende Burg gehörte. Schwarzenstein lässt sich darum am ehesten mit dem Zusammenhang mit dem Familiennamen Schwarz erklären, könnte sich aber auch auf den dunklen Fels beziehen, über dem die Burg stand.

## Anlage
Die Anlage zieht sich über eine Länge von etwa 40 Metern und besteht aus einem nicht überbauten Mittelteil, einem Ost- und einem Westteil. Im westlichen Teil mit polygonalem Grundriss ist auf der Nordseite die Tür angelegt, die über eine Holzkonstruktion über dem Abgrund erreicht werden konnte. Der Türsturz bestand aus einer Steinplatte, ein Kanal für den Schiebebalken und ausgesparte Drehpfanne haben sich erhalten. In den Wänden finden sich kubische plattenverkleidete Wandnischen und Schartenfenster. Darüber lag früher wohl ein hölzerner, bewohnbarer Oberbau. Eine doppelflüglige Tür führte in den mittleren Teil der Anlage, eine weitere Tür mit Rundbogen in den östlichen, älteren Teil, der einen mehrteiligen Wohnbau enthielt.
Der östliche Mauerzahn ist vom Zerfall bedroht. Der oberste Teil mit einer hübschen plattenverkleideten Nische, die in beiden Büchern von Clavadetscher und Meyer noch abgebildet ist, ist bereits eingestürzt.
Die ganze Anlage ist stark überwachsen und im Zerfall begriffen. Vom Negativ eines in die Südmauer eingemauerten Baumes, wie es Clavadetscher erwähnt, ist kaum mehr etwas zu erkennen. Das Plateau war bergseits von einer Ringmauer umgeben, die sich in ansehnlichen Resten erhalten hat.

## Geschichte
Schriftliche Unterlagen über Entstehung und Geschichte der Burg fehlen. Schwarzenstein dürfte eine Gründung der Freiherren von Rhäzüns sein, als deren Besitz sie 1289 erwähnt wird; die umstrittene Rechtslage in den Besitzverhältnissen im Gebiet von Obersaxen erforderte die Anwesenheit von Rhäzünser Dienstleuten.
In einer Fehde hatte Heinrich von Löwenstein, dessen Güter in der Gegend von Ilanz lagen, Schwarzenstein dem Heinrich Brun von Rhäzüns entrissen, sollte sie aber nach einem Friedensvertrag wieder zurückgeben: quod castrum de Swatzenstain debetur.
Das nachlässige Mauerwerk deutet auf eine eher späte Erbauungszeit in der Mitte des 13. Jahrhunderts. Dass die Burg zwei Mal umgebaut und erweitert wurde, lässt auf eine länger dauernde Nutzung schliessen. Verlassen wurde Schwarzenstein wohl in der Mitte des 14. Jahrhunderts, als die dort siedelnden Walser die niedrige Gerichtsbarkeit erhielten und die Anwesenheit von Rhäzünser Ministerialen nicht länger notwendig war.
1468 ist bei einer Einigung über das Rhäzünser Erbe nur noch vom hoff genant Swartzenstein mit der wysen in der schlucht die Rede. Der Hof lag vermutlich im Rodungsgebiet südlich der Burg.

## Galerie

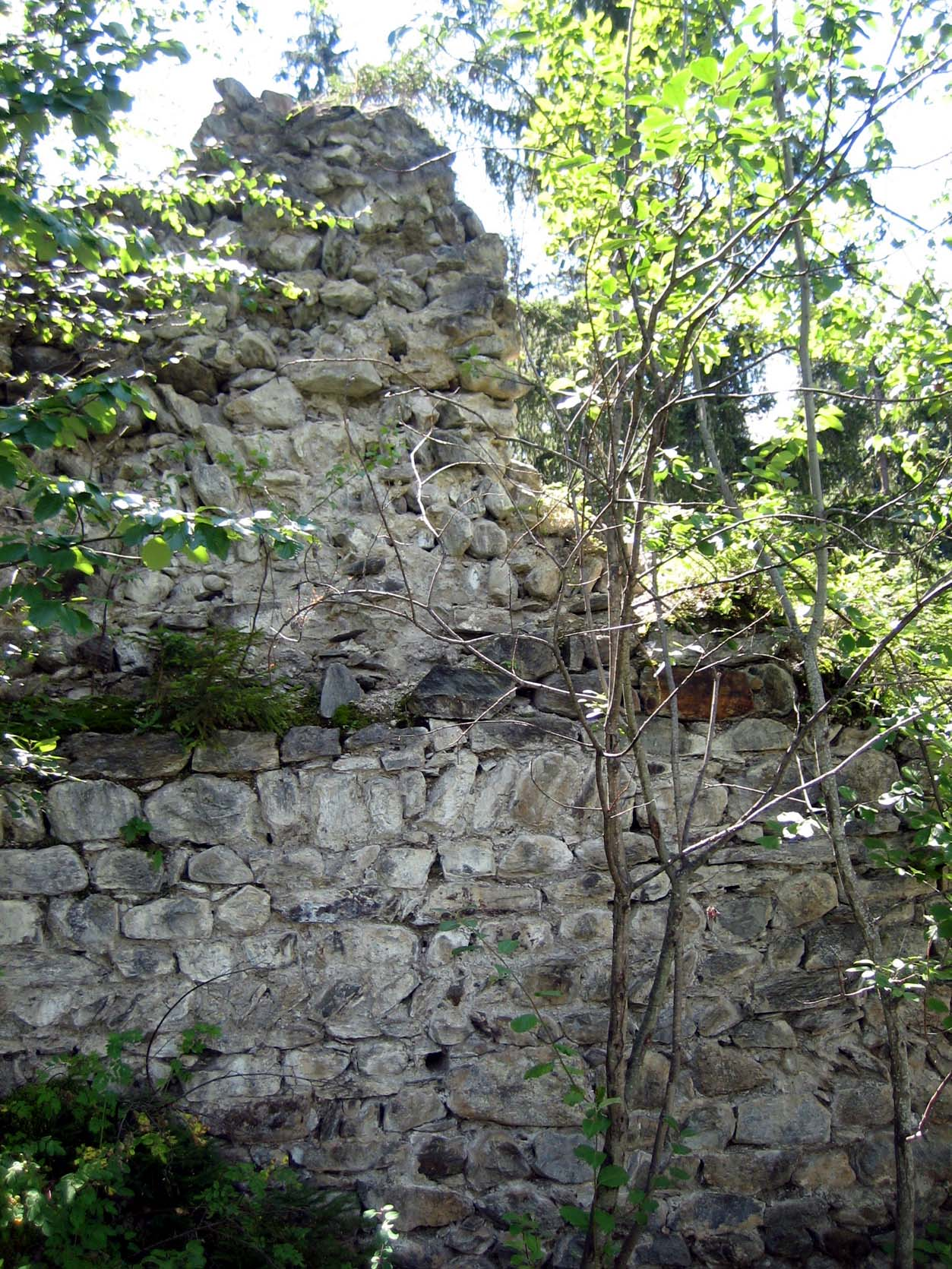
Bering von innen
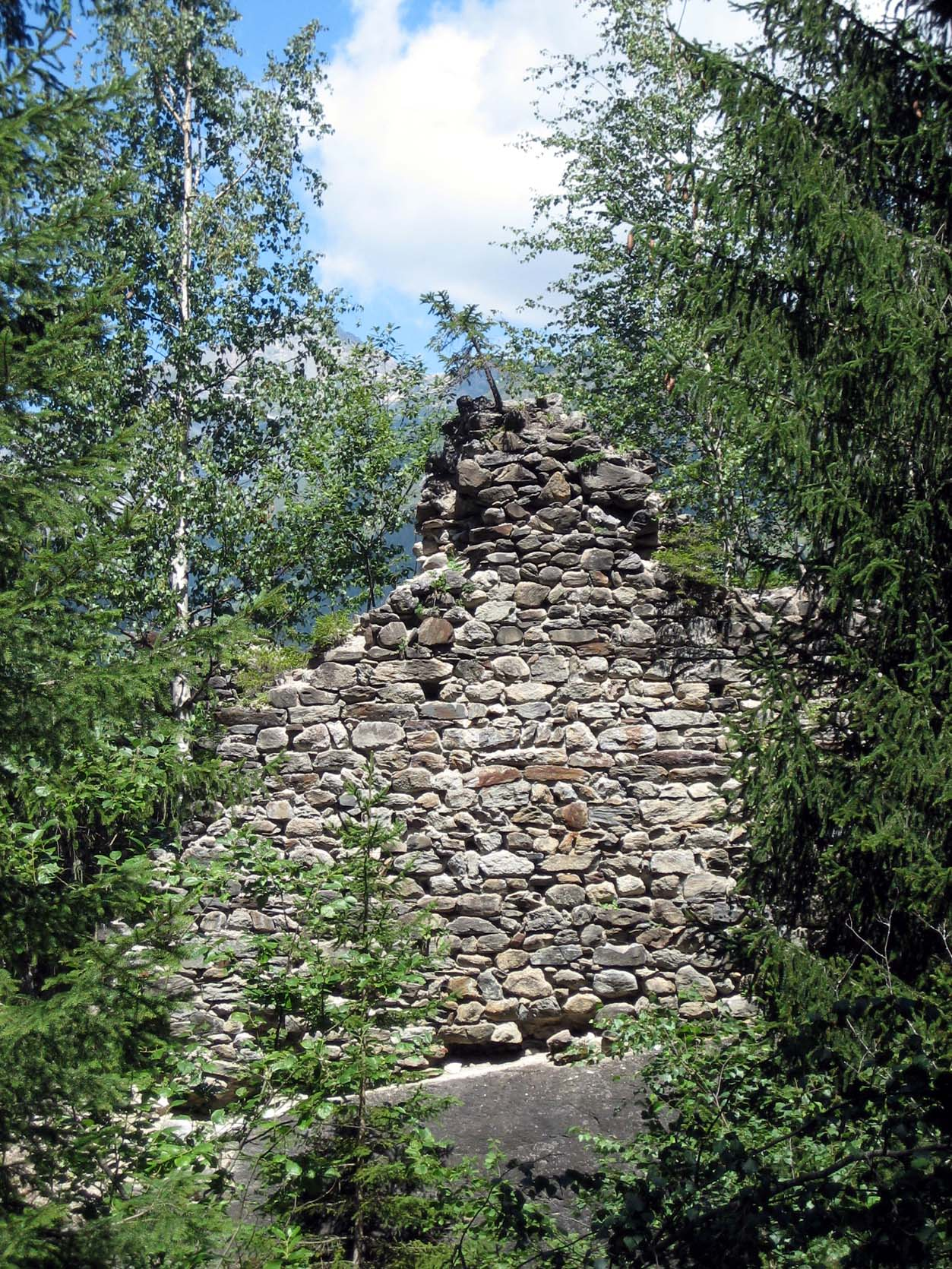
Bering, Ansicht von Süden
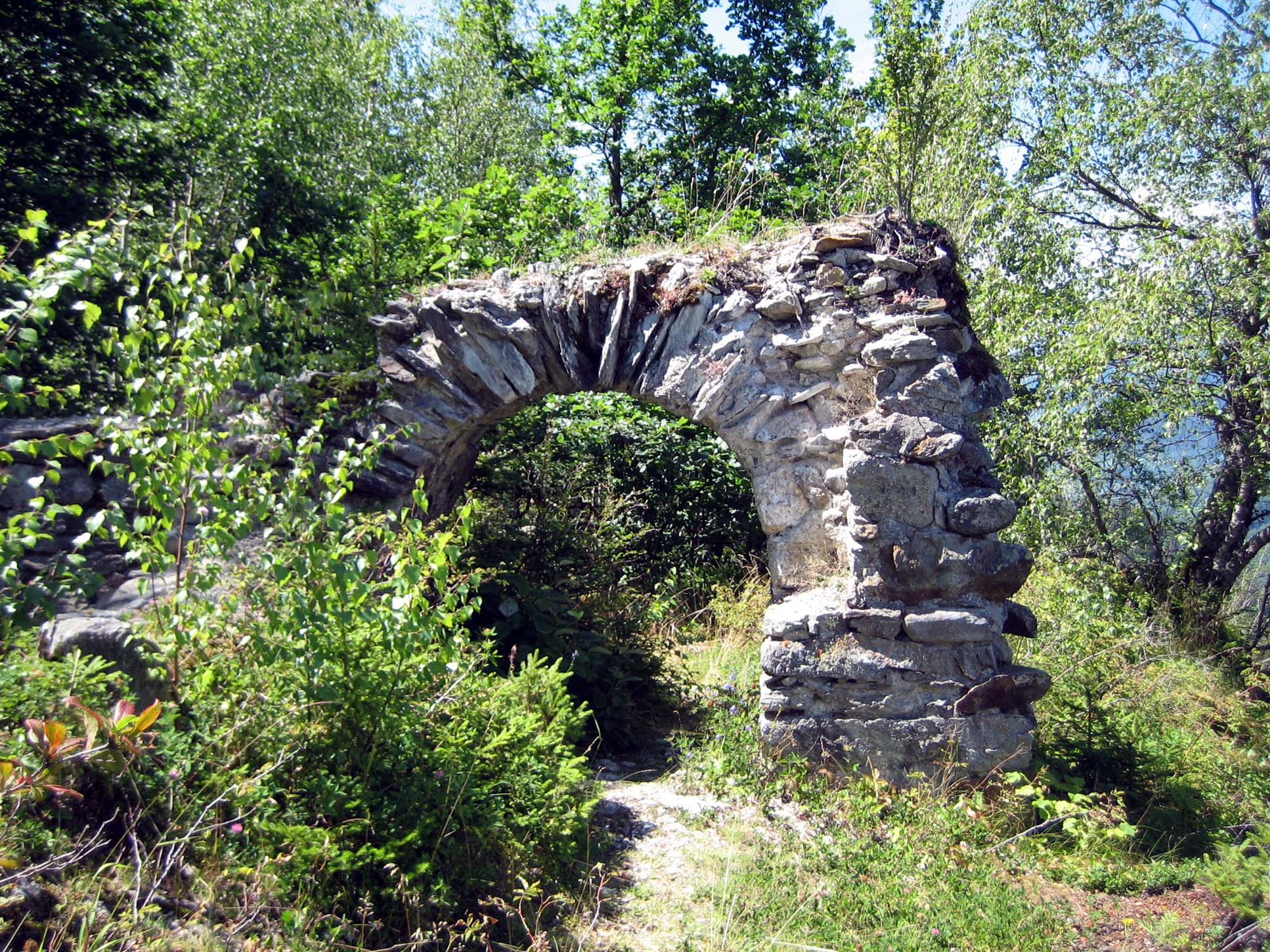
Bogentür vom Ost- zum Mitteltrakt
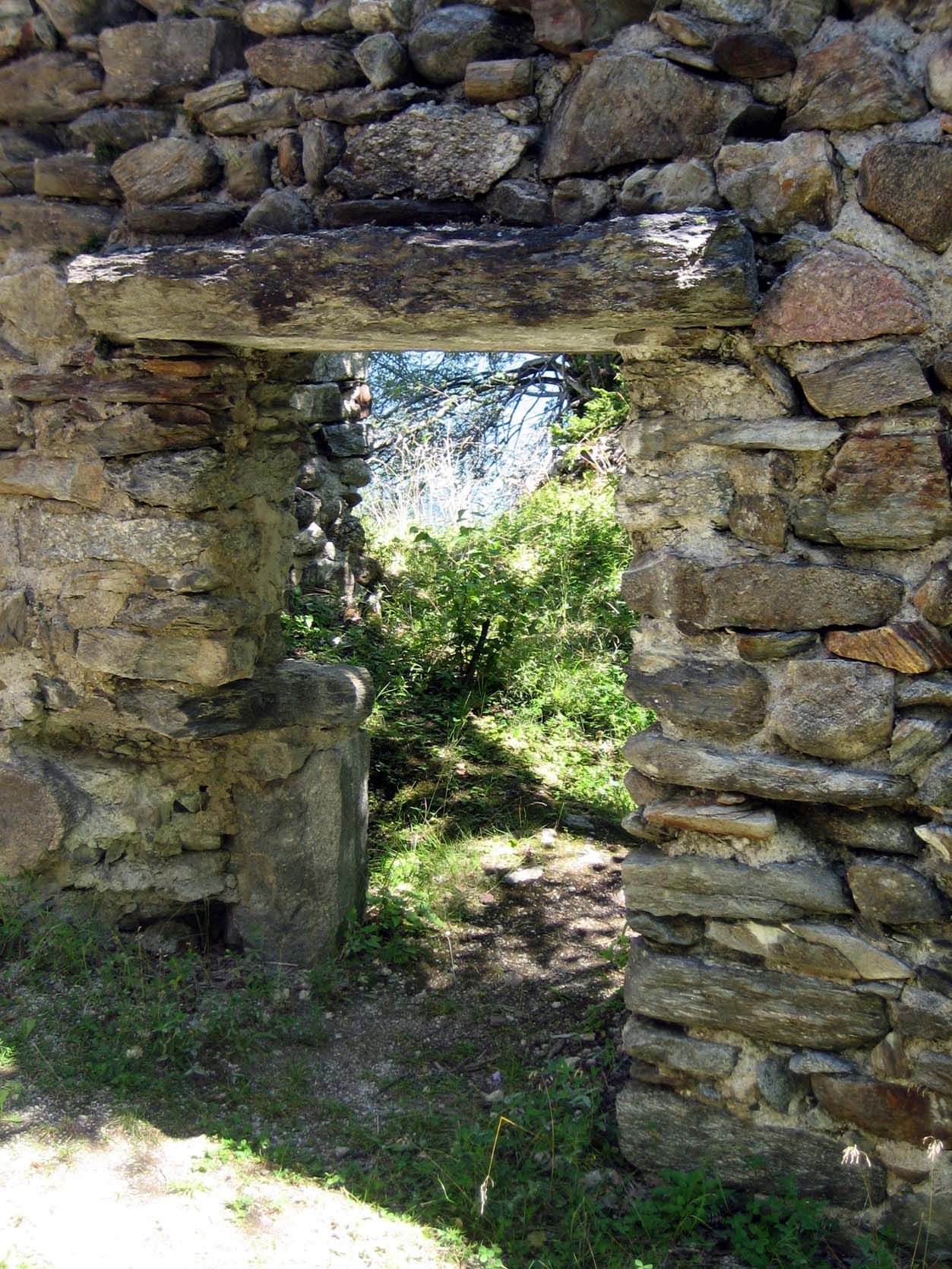
Tür aus dem Westtrakt
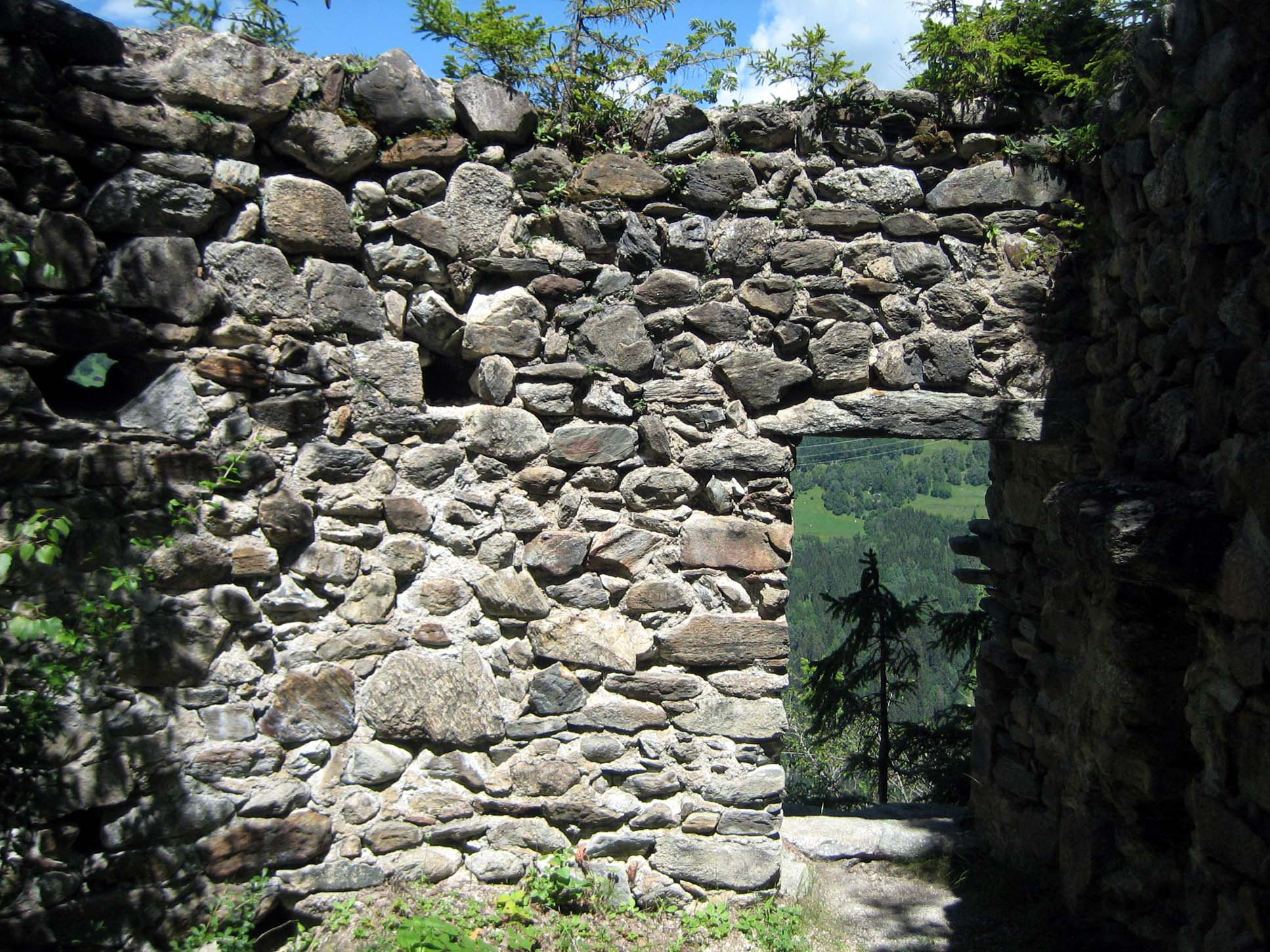
Eingang an der Nordseite
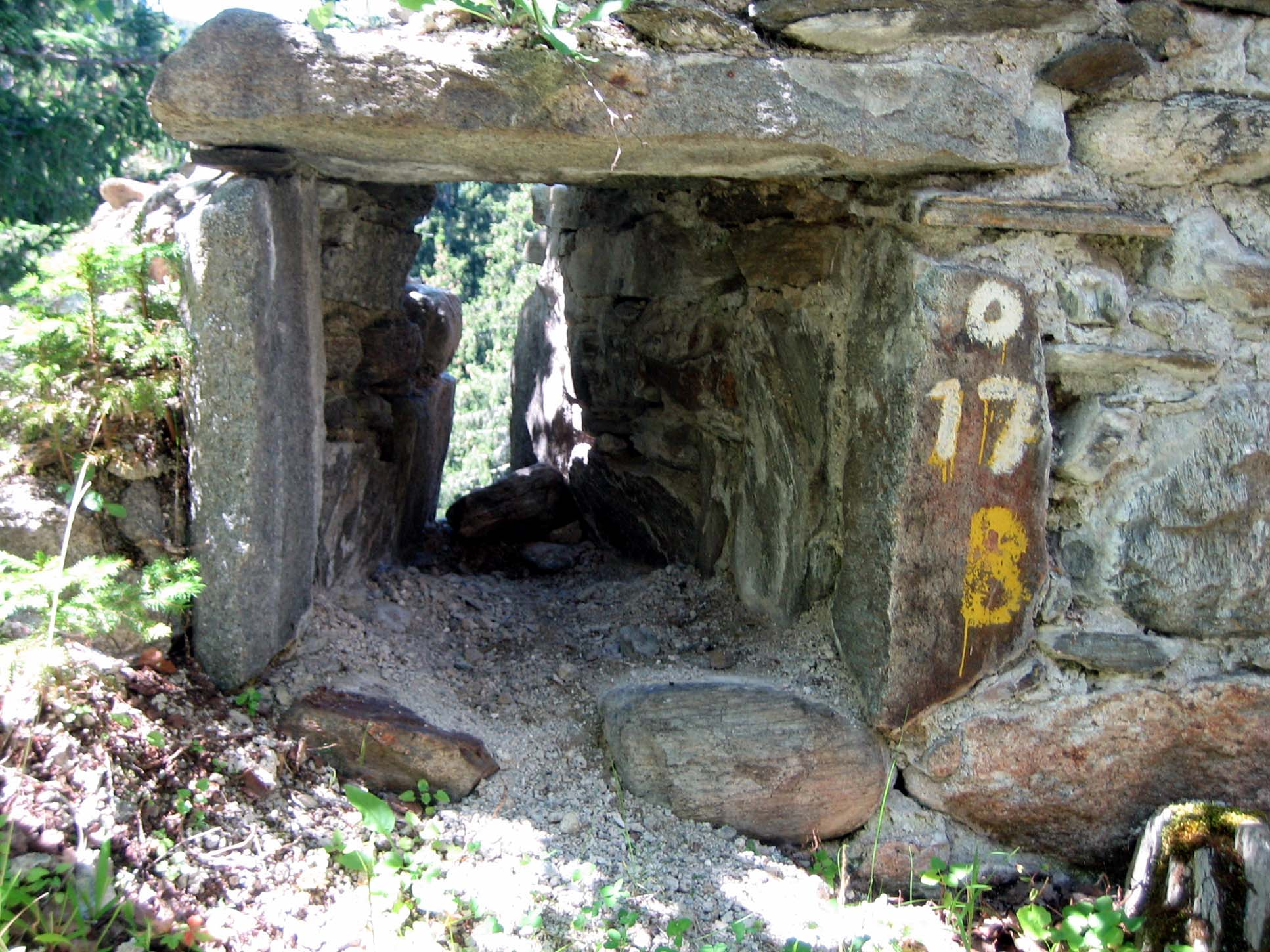
Schartenfenster
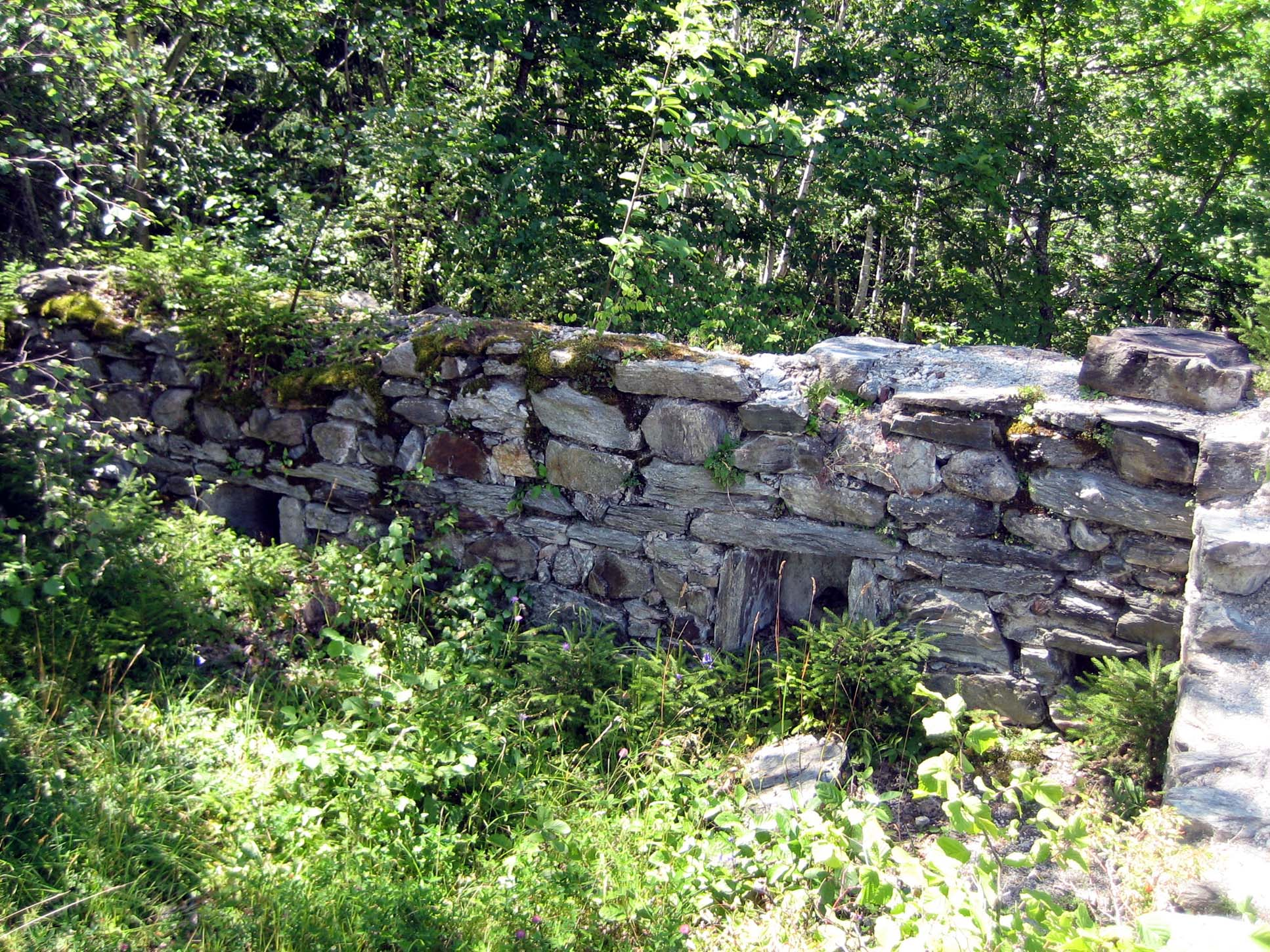
Mauer im Osttrakt
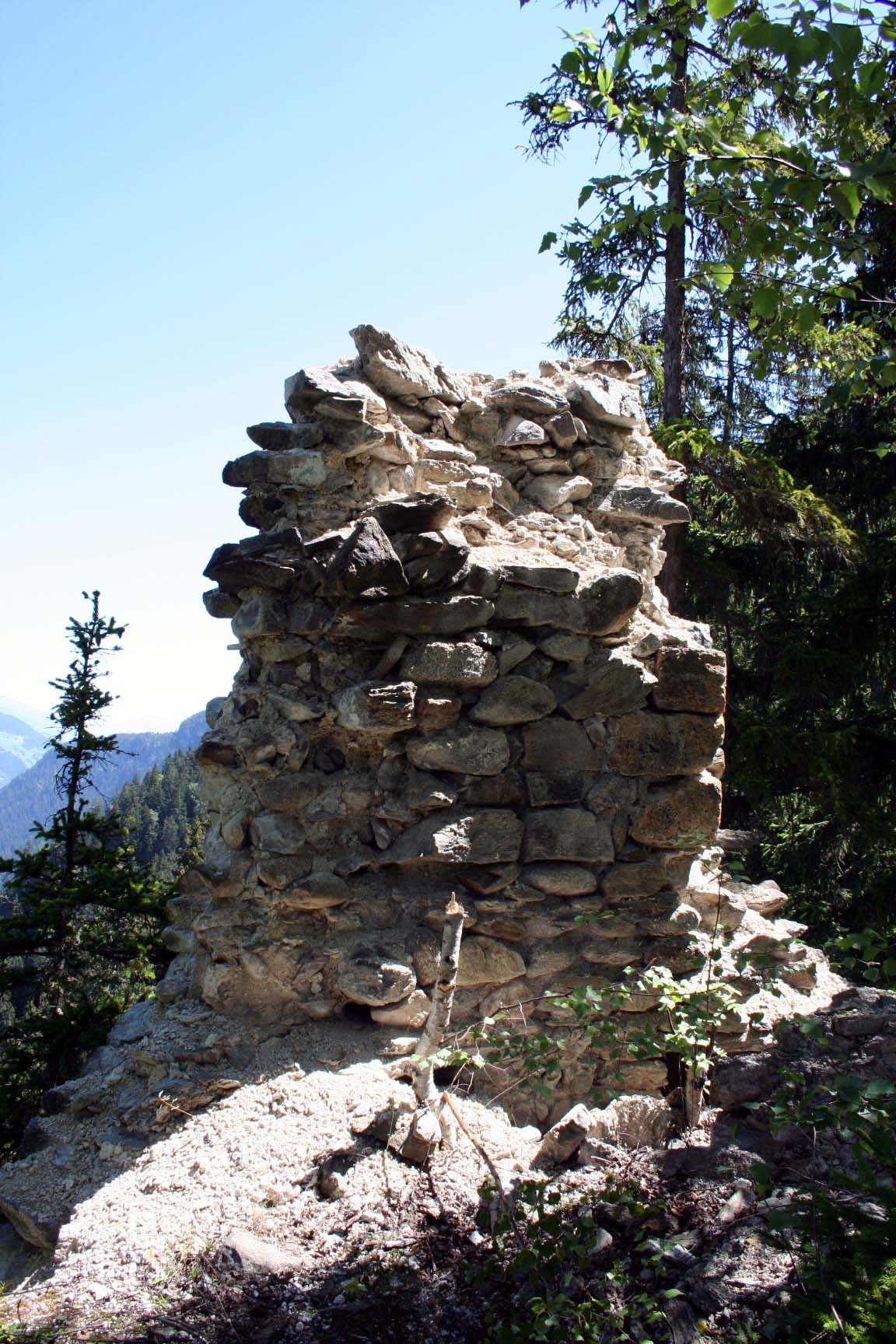
Mauerzahn mit Fensterleibung rechts